# Coffee House del Quirinale

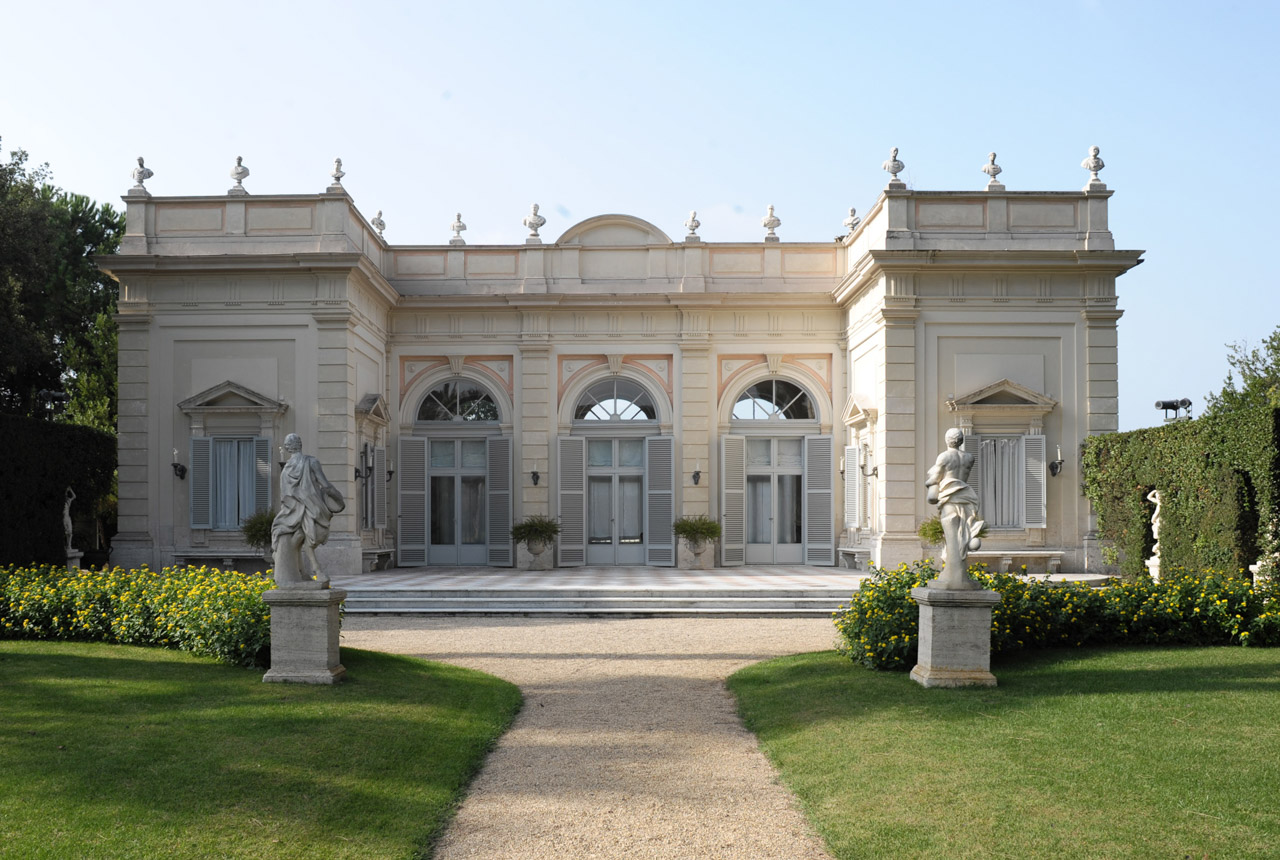
Fachada sul, de frente para o jardim.

Casino di Benedetto XIV, conhecido na Itália como Coffee House del Quirinale, é um edifício construído no interior do Jardim do Quirinal e parte do complexo do Palácio do Quirinal, no rione Trevi de Roma.

## História

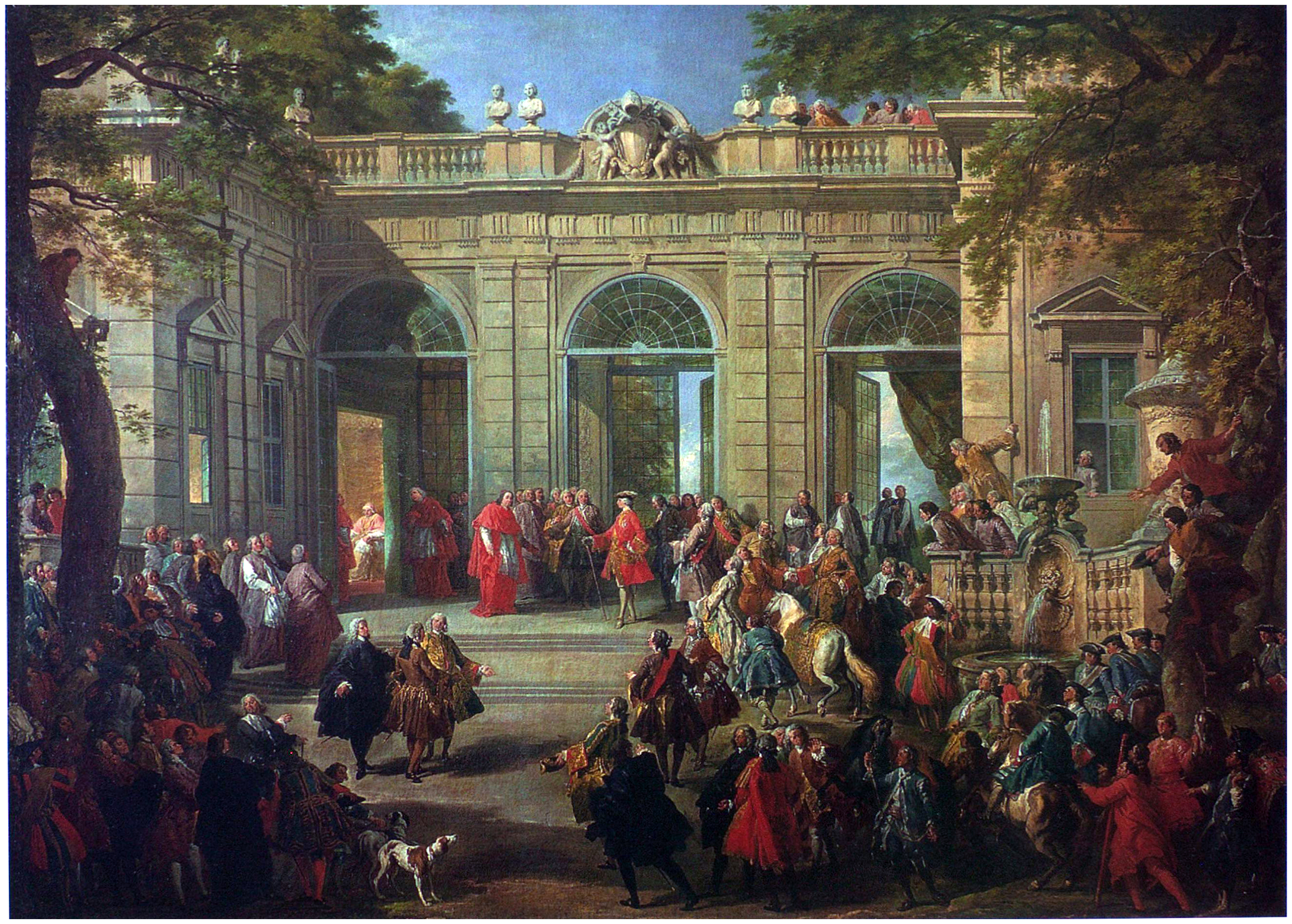
"Carlos de Bourbon visitando o Papa Bento XIV na Coffe House del Quirinale", de Giovanni Paolo Panini.

O papa Bento XIV Prospero Lamberti encomendou ao arquiteto Ferdinando Fuga o projeto e a construção de um elegante e confortável casino (casa de campo) para o serviço de café em um ponto panorâmico do Jardim do Quirinal, com duas pequenas salas ligadas por um curto pórtico no formato de uma lógia e disposta de tal modo que as janelas se abrissem, nas quatro fachadas, para permitir a entrada das brisas de verão. A construção foi realizada entre 1741 e 1744 e o edifício ficou conhecido também como Ritiro e foi concebido com base no modelo de outros edifícios similares construídos no século XVIII nos palácios reais e principescos da Europa para ser um local de repouso para o pontífice. Foi utilizada principalmente nas tardes mais quentes, mas lareiras permitiam também o seu uso no inverno. O casino era muito utilizado porque a partir dele era possível desfrutar do jardim mesmo durante audiências privadas. 
Na época, Bento XIV passava mais tempo no Palazzo del Quirinale do que no Vaticano e, de forma ligeiramente irônica, teria comentado com Fuga: "Não temos razão para nos gloriarmos muito desse trabalho; alguns podem acreditar que somos empresários de teatro, uma vez que parece ser um salão de baile". Foi ali, em 3 de novembro de 1744, que ele recebeu Carlos de Bourbon, rei das Duas Sicílias, para comemorar a Batalha de Velletri, travada em 12 de agosto, contra os austríacos que, durante a Guerra da Sucessão Austríaca, haviam invadido o Lácio. O encontro foi pintado por Giovanni Paolo Panini em "Carlos de Bourbon visitando o Papa Bento XIV na Coffe House del Quirinale", atualmente exposto no Museu Nacional de Capodimonte, em Nápoles.
Os sucessores de Bento XIV pouco ligaram para a Coffe House, que caiu em desuso. Em 1870, antes da chegada das tropas italianas durante a captura de Roma, toda a mobília do Palazzo del Quirinale foi removida e só permaneceu o que era pesado demais para carregar, mas ninguém se lembrou das pinturas da Coffee House ou, uma explicação mais simples, ninguém dava valor à pintura do século XVIII na época.
Ferdinando Fuga também construiu a Palazzina del Segretario della Cifra, ligada à Manica Lunga do palácio.

## Descrição

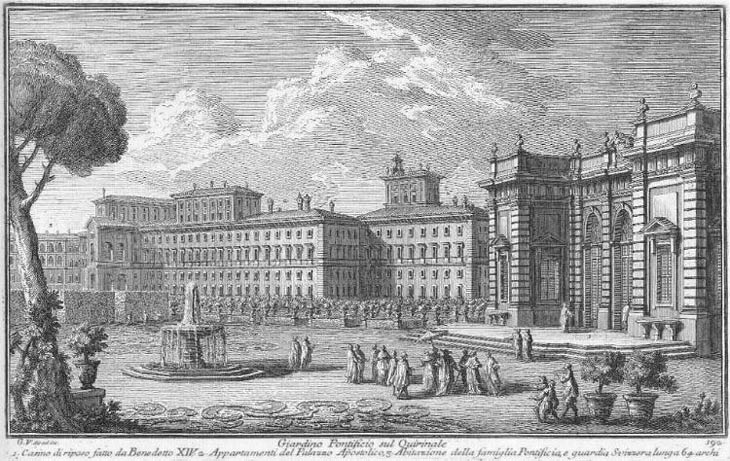
Gravura de Giuseppe Vasi (1761) mostrando o Casino à direita e o Palazzo del Quirinale no fundo.

Três degraus dão acesso a um amplo terraço diante da fachada e pavimentado com peperino branco e rosa cortado em losangos. O pequeno casino é constituído por um pórtico central com três arcos abertos na frente e atrás e com acessos nas laterais às duas pequenas salas, uma de cada lado. Originalmente, somente o lado norte do pórtico era envidraçado e os arcos do lado sul, de frente para o jardim, eram protegidos por tapeçarias. A fachada termina em um friso dórico e uma balaustrada sobre a qual estão doze bustos de mármore branco de personagens togadas. Na fachada norte, de frente para a cidade, um pequeno nicho abriga um busto de Bento XIV.
A saleta da direita tem o teto decorado com elegantes estuques dourados e quatro telas ovais com os evangelistas executadas em 1742 por Pompeo Batoni. No centro do teto, a "Entrega das Chaves", também de Batoni. Nas paredes, duas grandes telas acima das lareiras: "A Cananeia aos pés de Jesus" e "O Bom Samaritano", ambas de Jan Frans van Bloemen (dito Il'Orizzonte), que foi ajudado nas figuras por Placido Costanzi. A saleta da esquerda é decorada com elementos em estuque dourado que envolvem pinturas sobre tela de Agostino Masucci, "Cristo entre a Pedro o seu Rebanho" no centro do teto e quatro profetas nos ovais. Duas grandes telas nas paredes foram pintadas por Giovanni Paolo Panini: "Piazza del Quirinale" (1733) e "Piazza Santa Maria Maggiore" (1742), sob um triunfo de nuvens.
Nas paredes das duas saletas, armários envidraçados abrigam atualmente porcelanas do século XVIII decoradas com folhas e pássaros, parte das coleções do palácio. Os móveis atuais são uma pequena poltrona e mesinhas modernas.

## Voci correlate
- Villa d'Este al Quirinale